# Кастелно Пикампо
Кастелно Пикампо (фр. Castelnau-Picampeau) насеље је и општина у јужној Француској у региону Миди Пирене, у департману Горња Гарона која припада префектури Мире.
По подацима из 2011. године у општини је живело 204 становника, а густина насељености је износила 18,05 становника/km². Општина се простире на површини од 11,3 km². Налази се на средњој надморској висини од 380 метара (максималној 381 m, а минималној 252 m).

## Демографија
| 1962. | 1968. | 1975. | 1982. | 1990. | 1999. | 2011. |
| ----- | ----- | ----- | ----- | ----- | ----- | ----- |
| 161   | 184   | 170   | 179   | 171   | 165   | 204   |

График промене броја становника у току последњих година